# مسجد پیر حسین
مسجد پیر حسین مربوط به دوره قاجار است و در یزد، بلوار شهید محمد پاکنژاد، مسجد پیرحسین واقع شده و این اثر در تاریخ ۱۱ بهمن ۱۳۷۸ با شمارهٔ ثبت ۲۵۷۲ به‌عنوان یکی از آثار ملی ایران به ثبت رسیده است.